# Обережно, бабусю!
«Обережно, бабусю!» (рос. «Осторожно, бабушка!») — російський радянський повнометражний кольоровий художній фільм-комедія, поставлений на кіностудії «Ленфільм» в 1960 році режисером Надією Кошеверовою.
Прем'єра фільму відбулася 7 березня 1961 року.

## Зміст
Місту необхідний новий Будинок культури. Ініціатором та організатором будівництва виступила одна бабуся, яка бадьорістю і жвавістю характеру не поступається своїй молодій внучці і вірній помічниці в цій нелегкій справі. Разом вони зможуть долучити молодь до важливої споруди.

## Ролі
- Фаїна Раневська — Бабуся
- Аріадна Шенгелая — Лена, директор Будинку культури
- Людмила Маркелія — Шура-маленька
- Світлана Харитонова — Шура-велика
- Ніна Ургант — Олександра
- Юліан Паніч — Вася Казачков
- Леонід Биков — Леша Штиков
- Леонід Сатановський — Микола
- Сергій Філіппов — Інокентій Прохорович Прохоров, лісник
- Ролан Биков — Іван Ілліч, бібліотекар
- Володимир Лепко — Іван Лук'янович Чулков, зав. стройвідділ, виконроб
- Єлизавета Уварова — Клавдія
- Ольга Черкасова — вчителька
- Костянтин Адашевський — Сергій Васильович
- Іван Назаров — маляр

## В епізодах
- А. Анцелович — епізод
- Володимир Бобров — епізод
- Микола Гаврилов — міліціонер
- Борис Матюшкін — тромбоніст
- Олександр Орлов — старий з «старої гвардії»
- Д. Стригіна — епізод
- У титрах не вказані:
- Олег Бєлов — епізод
- Олександр Блинов — шахіст на зборах в клубі
- Сергій Дрейден — під час зборів у клубі спостерігає за шаховою грою
- Віра Карпова — епізод
- Олексій Кожевников — читач у бібліотеці
- Анатолій Королькевич — старий з «старої гвардії»
- Вікторія Лепко — епізод
- Гелій Сисоєв — присутній на зборах в клубі
- Віра Титова — кур'єр

## Знімальна група
- Автор сценарію — Костянтин Ісаєв
- Режисер-постановник — Надія Кошеверова
- Головний оператор — Сергій Іванов
- Художники — Євген Єней, Михайло Іванов
- Режисер — Ісаак Менакер
- Оператор — Л. Александров
- Композитор — Василь Соловйов-Сєдой
- Звукооператор — Ілля Вовк
- Текст пісень — Бориса Семенова, Соломона Фогельсона
- Редактор — В. Осташевська
- Художник-гример — Людмила Єлісеєва
- Художник по костюмах — І. Шаршиліна
- Монтаж — Олена Миронова
- Оператор по комбінованим зйомок — Ілля Гольдберг
- Консультант з трюкових зйомок — В. Лукін
- Державний естрадний оркестр Ленінградського радіо
Диригент — Олександр Владимирцов
- Директор картини — П. Свиридов

## Цікаві факти
- На момент зйомок Леоніду Бикову, який грав молодого хлопчини Льошу Штикова, було 32 роки, а його однофамільця Ролану Бикову, який грав похилого бібліотекаря Івана Ілліча, був 31 рік.

## Цитати з фільму
- Ще й права дають цим косоруким! Бабуся.
- Мобілізується, перевертень! Бабуся.
- Молодь! Семилітка, міркуєш! Зростання промисловості, жілстроїтельство, а тут танці-ними розважанці! Завстройотделом.
- Молодий чоловік загрожує нам, так би мовити, кримінальним кодексом. Бібліотекар.
- Сентиментальность — признак склероза! Бабушка.
- Хилый, но зловредный! Лесник.
- Честное пионерское, не буду! Бабушка.
- Что это у вас за привычка, молодой человек, умирать при каждом удобном случае?! Бабушка.
- Это ж не курица, это ж Уланова! Бабушка.
- Это, дорогой товарищ, беспринципная принципиальность! Ложно понятое чувство товарищества! Библиотекарь.
- Ти що ж збираєшся будинок зруйнувати, агресор? Бабуся.